# Nyctimystes eucavatus
Espèce
Nyctimystes eucavatus est une espèce d'amphibiens de la famille des Pelodryadidae.

## Répartition
Cette espèce est endémique de Papouasie-Nouvelle-Guinée. Elle se rencontre entre 800 et 1 800 m d'altitude dans le centre du pays.

## Description
Les mâles mesurent de 33 à 42 mm.

## Étymologie
Le nom spécifique eucavatus vient du prefixe grex eu, bien, et du latin cavea, la cage, en référence aux larges barres formant les veines de la paupière.

## Publication originale
- Menzies, 2014 : Notes on Nyctimystes (Anura: Hylidae), tree frogs of New Guinea, with descriptions of four new species. Alytes, vol. 30, p. 42–68 (texte intégral).